# Carl Maria Finkelnburg

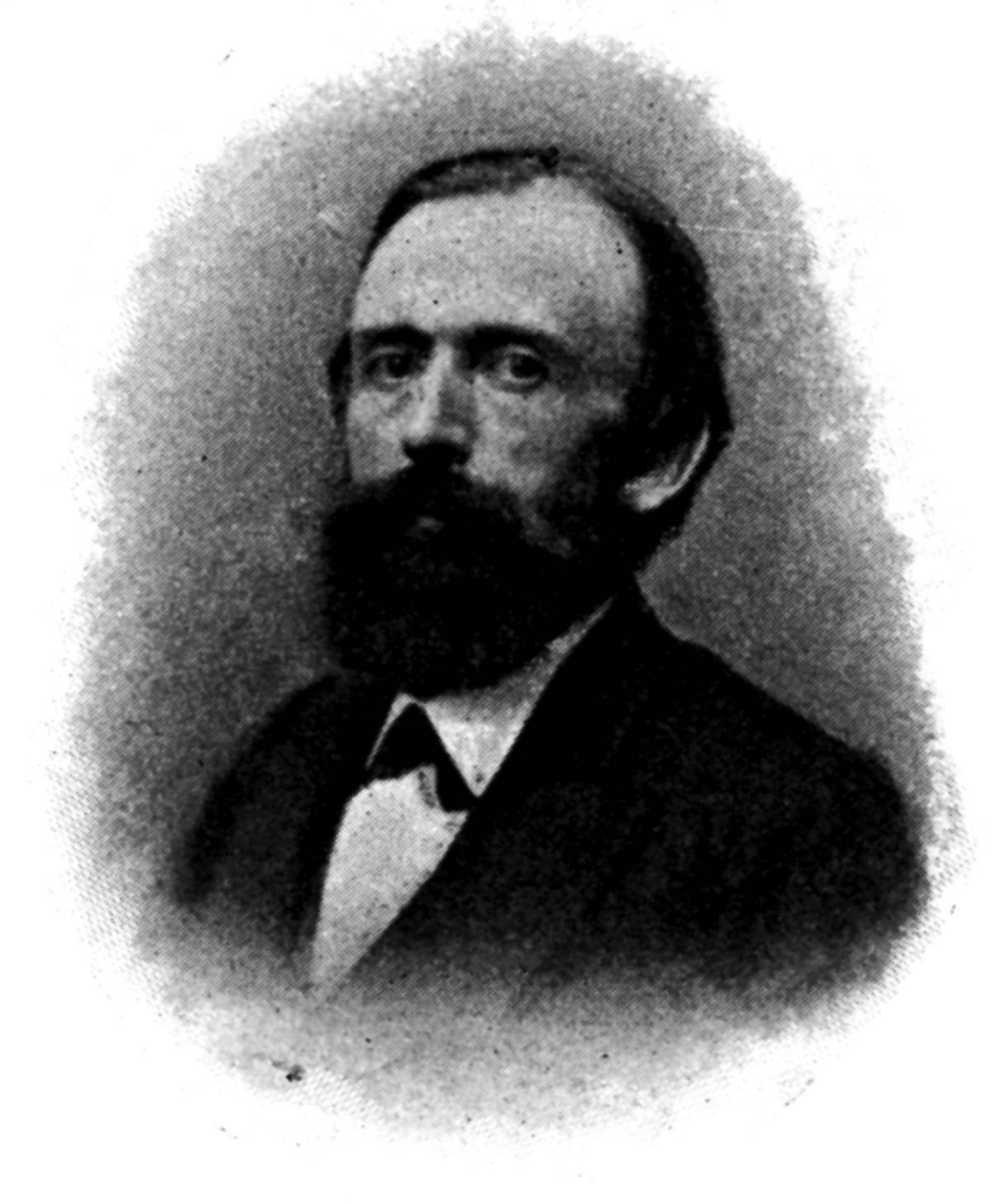
Carl Maria Finkelnburg.

Carl Maria Ferdinand Finkelnburg, född 17 juni 1832 i Marialinden, död 11 maj 1896 i Godesberg, var en tysk läkare.
Finkelnburg blev 1853 medicine doktor och 1862 privatdocent i psykiatri och rättsmedicin i Bonn och var under åren 1872–1893 extra ordinarie professor där. Åren 1876–1880 tjänstgjorde han som medicinalråd vid Reichsgesundheitsamt (den tyska medicinalstyrelsen) i Berlin. Finkelnburg var uppskattad för sina inlägg på den allmänna hälsovårdens område och författade särskilt inom detta fack en mängd skrifter. År 1888 valdes han till ledamot av Leopoldina. I Bonn har gatan Karl-Finkelnburg-Straße uppkallats efter honom.